# Деффер, Гастон
Гастон Поль Шарль Деффер (фр. Gaston Paul Charles Defferre; 14 сентября 1910[…], Marsillargues — 7 мая 1986[…], Марсель) — французский государственный деятель, министр внутренних дел Франции (1981—1984).

## Биография
Гастон Деффер родился 14 сентября 1910 года в Марзийарге в мелкобуржуазной протестантской семье.
В 1928 году Деффер переехал в Дакар. После изучения экономики и права в Экс-ан-Провансе в 1931 году поступил на работу в коллегию адвокатов Марселя. В 1933 году вступил во Французскую секцию Рабочего интернационала, являлся сторонником Народного фронта и воинствующим социалистом.
В 1940 году Гастон Деффер стал одним из первых членов социалистического Сопротивления в созданном Даниэль Майором Комитете социалистического действия (фр. Comité d’action socialiste, CAS). После вторжения немецких оккупационных войск и создания Режима Виши ушёл в подполье, в сеть действовавшую в Тулузе, Лионе и департаменте Лот.
В сентябре 1944 года Деффер был в числе встречавших генерала де Голля перед мэрией освобождённого Марселя. С 1953 до своей смерти в 1986 году, на протяжении 33 лет, являлся социалистическим мэром Марселя, получил прозвище короля Канебьера. В политическом противостоянии за лидерство в городе он сумел одолеть популярного и харизматичного лидера профсоюза моряков Пьера Ферри-Пизани. При этом неоднократно возникали слухи о его связях с местной мафией. В градостроительной политике особо отмечается застройка 9-го округа, который стал одним из самых густонаселенных кондоминиумов Франции (архитектор — Ксавье Арсена-Энри).
С 1962 по 1981 год и в 1986 году — депутат Национального собрания и руководитель фракции социалистов.
Среди должностей:
- 1945—1958 годы — депутат-социалист в парламенте департамента Буш-дю-Рон;
- 1944—1945, 1953—1986 годы — мэр Марселя;
- январь-июнь 1946 года — государственный секретарь в министерстве информации;
- 1946—1947 годы — заместитель государственного секретаря в министерстве заморских территорий;
- 1950—1951 годы — министр торгового флота;
- 1956—1957 годы — министр заморских территорий, подготовил закон о деколонизации французской Африки[фр.], который носит его имя;
- 1959—1962 годы — член французского Сената.

21 апреля 1967 года в парке Нёйи-сюр-Сен состоялась последняя официальная дуэль Франции, в которой на шпагах сошлись Деффер и депутат-голлист Рене Рибьер. Голлист таким образом решил восстановить свою честь после того, как в Национальном собрании Деффер назвал его идиотом. Поединок длился всего несколько минут и был остановлен, после того как социалист нанёс своему противнику два укола в плечо.
В 1969 году Деффер баллотировался на пост президента, но уже в первом туре потерпел сокрушительное поражение, набрав лишь 5,0 % голосов избирателей и заняв четвёртое место.
С 1981 по 1984 год занимал пост министра внутренних дел в социалистическом правительстве Франции. В 1984—1986 годах работал министром планирования и территориального управления Франции. На этих постах осуществил одну из самых значимых реформ правительства социалистов, связанную с децентрализацией системы управления. При формировании первого социалистического кабинета Пьера Моруа был одним из немногих социалистов, выступавших против включения в него министров от коммунистической партии.